# Grzegorz Kardaś
Grzegorz Kardaś (ur. 22 listopada 1909 w Bydgoszczy, zm. 10 grudnia 1988 tamże) – polski pianista, kompozytor, kierownik muzyczny scen bydgoskich.

## Życiorys
Był synem Franciszka, pracownika umysłowego i Heleny z domu Echaust. Po ukończeniu szkoły powszechnej w Bydgoszczy, uczył się w Gimnazjum oo. Salezjanów w Aleksandrowie Kujawskim, gdzie złożył egzamin dojrzałości w 1930 Rozpoczął swoją edukację muzyczną w Bydgoskim Konserwatorium Muzycznym. Następnie przeniósł się do Poznania, gdzie uczył się w szkole muzycznej Piotrowskiego oraz studiował początkowo prawo, a później muzykologię na Wydziale Filozoficznym Uniwersytetu Poznańskiego. W 1933 był zmuszony przerwać studia (choroba ojca) i zająć się pracą zarobkową. Został sprzedawcą w poznańskim sklepie bydgoskiej Fabryki Pianin i Fortepianów Brunona Sommerfelda. 
W 1934 rozpoczął działalność artystyczną, koncertując w Rozgłośni Polskiego Radia w Poznaniu, w duecie ze Stanisławem Dzięgielewskim oraz występując w kabarecie „Stratosfera” Tadeusza Hermesa. W 1937 przeniósł się do Warszawy, gdzie został kierownikiem sklepu pianin i fortepianów firmy B. Sommerfelda. Podjął również współpracę z Polskim Radio jako solista. 
Okupację niemiecką przetrwał w Warszawie. Utrzymywał się z gry w „Gospodzie Koleżeńskiej” koncertując m.in. z prof. Jerzym Stefanem i Ireną Kurpisz-Stefanową. Po upadku powstania warszawskiego w 1944 r. został wywieziony do Częstochowy i pracował jako szklarz. W marcu 1945 powrócił do Bydgoszczy. Rozpoczął współpracę z Pomorską Rozgłośnią Polskiego Radia jako pianista, improwizator, akompaniator i kompozytor. Był autorem wielu audycji, z których największą popularnością cieszyły się „Pokrzywy nad Brdą” realizowane we współpracy m.in. z Jeremim Przyborą. Dodatkowo pracował jako pianista w Pomorskim Domu Sztuki przy ul. Gdańskiej. 
W latach 1948–1949 był kierownikiem muzycznym w bydgoskim Teatrze Miejskim. Pozostał w nim jako kierownik muzyczny także po reorganizacji (Państwowy Teatr Ziemi Pomorskiej, Teatr Polski) aż do emerytury, na którą przeszedł w 1975 r. Komponował i opracowywał muzykę do bardzo wielu przedstawień teatralnych. Wiele jego muzycznych realizacji wychodziło poza teatry pomorskie. Sztuka Ludmiły Legut „Kłopoty zbója Madeja” z jego piosenkami grana była w dziesięciu teatrach, także w Warszawie. Szeroką publiczność telewizyjną przyciągnęła w 1973 r. komedia E. Labiche’a „Zawsze we troje”, której głównym walorem, obok doborowej aktorskiej obsady były piosenki Grzegorza Kardasia. 
Komponował także dla bydgoskich kabaretów literackich („Wróbelek”, „O-Wady”), radiowych programów rozrywkowych i poszczególnych solistów piosenkarzy. Wśród autorów tekstów znajdują się nazwiska Oli Obarskiej, Krystyny Wodnickiej, Jerzego Bekkera, Leonarda Milczyńskiego, Zdzisława Prussa, a także takich klasyków poezji, jak: Konstanty Ildefons Gałczyński, Julian Tuwim, Jan Lechoń. Jego piosenka pt. „Deszczowy chłopiec” (sł. J. Bekker), śpiewana przez Grażynę Czarnecką, otrzymała wyróżnienie na Krajowym Festiwalu Piosenki Polskiej w Opolu (1966). 
Jego specjalnością były pianistyczne improwizacje i interludia, sprawdzające się zwłaszcza w studiu radiowym. Zdolności te były następstwem jego młodzieńczej fascynacji jazzem. Na liście rankingowej sześciu najwybitniejszych polskich jazzmanów z powojennego pionierskiego okresu Andrzej Trzaskowski umieścił Kardasia obok takich nazwisk, jak: Jan Cajmer, Jerzy Harald, Władysław Szpilman, Waldemar Maciszewski. Jego muzycznym talentom towarzyszyły walory charakteru: życzliwość, błyskotliwość konwersacji, poczucie humoru. 
Jako emeryt nadal pracował w Teatrze Polskim w wymiarze pół etatu. Nie stronił od działalności społecznej. Udzielał się w Stowarzyszeniu Autorów Polskich „ZAiKS”, Związku Muzyków, Związku Zawodowym Pracowników Kultury i Sztuki.
Został pochowany na bydgoskim cmentarzu komunalnym przy ul. Wiślanej.

### Rodzina
Był żonaty z Zofią Aleksandrą z Blizińskich. Miał syna Andrzeja Ryszarda, urodzonego w 1939 w Warszawie.

## Odznaczenia
- Złoty Krzyż Zasługi (1970);
- Odznaka honorowa - „Bydgoszcz - Zasłużonemu Obywatelowi” (1975);
- Nagroda „Bydgoskiego Informatora Kulturalnego”.